# Föllingesjön
Föllingesjön är en sjö i Krokoms kommun i Jämtland och ingår i Indalsälvens huvudavrinningsområde. Sjön har en area på 2,77 kvadratkilometer och ligger 292 meter över havet. Sjön avvattnas av vattendraget Torån.

## Delavrinningsområde
Föllingesjön ingår i det delavrinningsområde (706159-144104) som SMHI kallar för Utloppet av Föllingesjön. Medelhöjden är 335 meter över havet och ytan är 20,04 kvadratkilometer. Räknas de 7 avrinningsområdena uppströms in blir den ackumulerade arean 97,84 kvadratkilometer. Torån som avvattnar avrinningsområdet har biflödesordning 3, vilket innebär att vattnet flödar genom totalt 3 vattendrag innan det når havet efter 242 kilometer. Avrinningsområdet består mestadels av skog (53 procent). Avrinningsområdet har 2,77 kvadratkilometer vattenytor vilket ger det en sjöprocent på 13,8 procent. Bebyggelsen i området täcker en yta av 1,34 kvadratkilometer eller 7 procent av avrinningsområdet.